# Asadipus uphill
Asadipus uphill is een spinnensoort uit de familie Lamponidae. De soort komt voor in Queensland.